# Hans-Dieter Flick
Hans-Dieter „Hansi” Flick (n. 24 februarie 1965, Heidelberg, RFG) este un antrenor profesionist german de fotbal și fost jucător. Din august 2006 până în iulie 2014 a fost antrenorul asistent al echipei naționale de fotbal a Germaniei sub conducerea lui Joachim Löw. Din noiembrie 2019 până în iulie 2021 a fost antrenorul al echipei Bayern München. În august 2020, Flick a câștigat UEFA Champions League, completând a doua triplă continentală a clubului. Din 2021 până în 2023 a fost antrenorul naționalei Germaniei.

## Cariera de jucător
Între 1985 și 1990 a jucat 104 meciuri pe post de mijlocaș pentru Bayern München și a marcat cinci goluri. Ulterior a jucat 44 de meciuri pentru Köln, înainte de a se retrage din fotbalul profesionist în 1993 din cauza accidentărilor. Ultimul său contract de jucător a fost cu Victoria Bammental, din 1994 până în 2000. 
Nu a jucat niciodată pentru echipa națională a Germaniei, dar a avut două apariții pentru echipa germană sub 18 ani, în faza grupelor din Campionatul European UEFA sub 18 din 1983 (15–17 mai 1983), în victoriile cu 1-0 împotriva Suediei și cu 3-1 împotriva Bulgariei. 

## Cariera de antrenor și manager

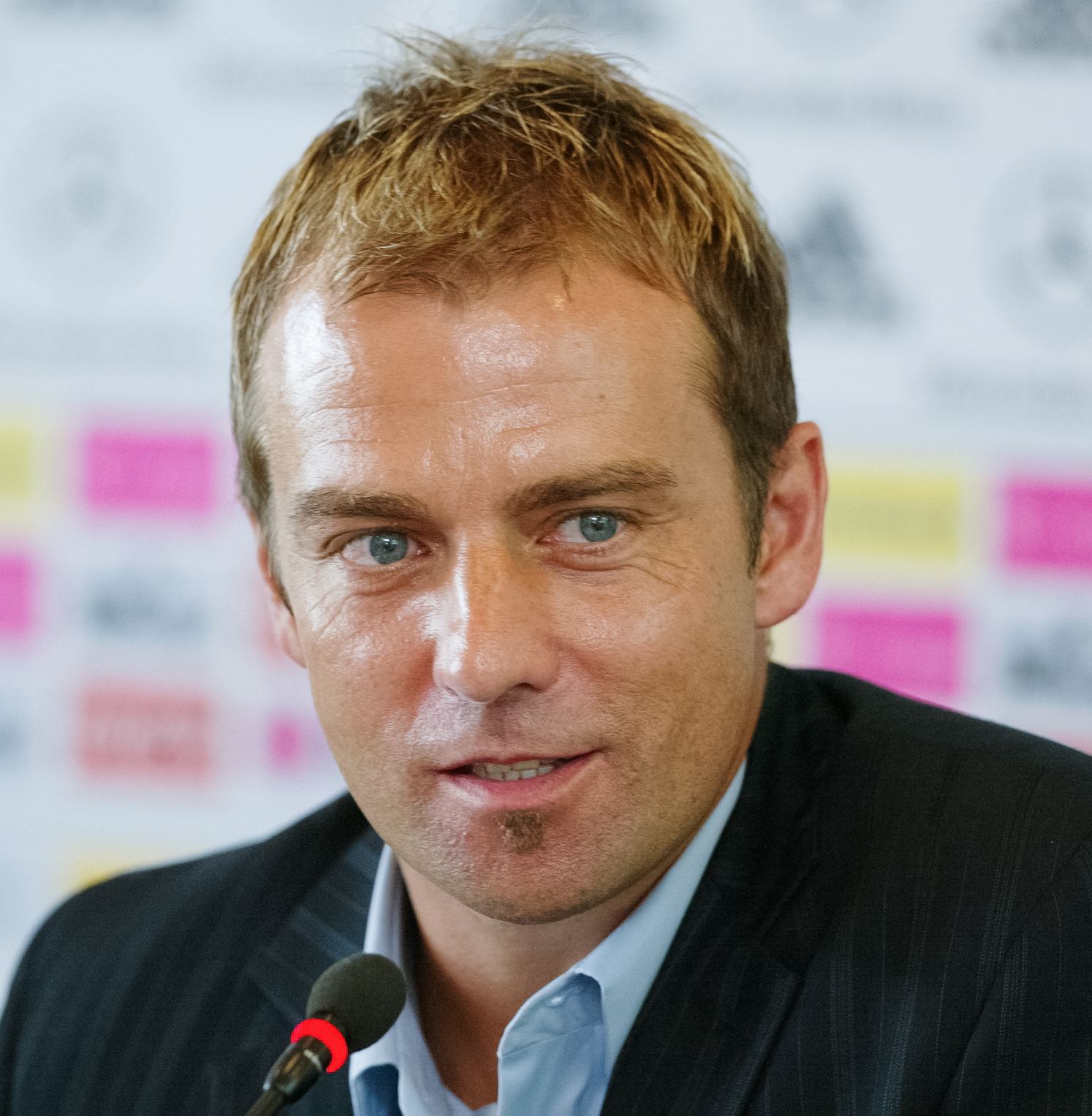
Flick la o conferință de presă din 2006

Cariera de antrenor a lui Flick a început în 1996 ca antrenor-jucător al Viktoriei Bammental, care în acel moment juca în Oberliga Baden-Württemberg. La sfârșitul sezonului 1998/99, clubul a retrogradat în Verbandsliga Baden, dar Flick a rămas antrenorul acestora încă un sezon. În iulie 2000 a devenit antrenor al echipei 1899 Hoffenheim din Oberliga Baden-Württemberg, cu care a câștigat liga, respectiv promovarea în Regionalliga Süd în primul său sezon la club. După patru încercări nereușite de a ajunge la 2. Bundesliga, a fost eliberat din funcție la 19 noiembrie 2005.
Flick a lucrat pentru scurt timp ca asistent al lui Giovanni Trapattoni și Lothar Matthäus și drept coordonator sportiv la Red Bull Salzburg. Flick a afirmat că munca sa sub conducerea lui Trapattoni – unul dintre cei mai renumiți antrenori din lume – l-a învățat multe lucruri, în special în ceea ce privește tactica și dezvoltarea relațiilor cu jucătorii, dar a spus, de asemenea, că nu este de acord cu abordarea defensivă a lui Trapattoni. 
A fost numit antrenor asistent al naționalei Germaniei la 23 august 2006. Deși nu este listat ca antrenor recunoscut oficial de DFB, datorită suspendării lui Joachim Löw în jocul anterior, Flick a fost practic antrenorul  echipei pentru sferturile de finală ale UEFA Euro 2008 împotriva Portugaliei din 19 iunie 2008, care s-a încheiat cu victoria germană (3–2). După ce a terminat pe locul al doilea la UEFA Euro 2008 și al treilea la Cupa Mondială FIFA 2010, a ajuns în semifinale la UEFA Euro 2012 și a câștigat Cupa Mondială FIFA 2014 ca antrenor asistent al Germaniei. A devenit director sportiv la Federația Germană de Fotbal după Cupa Mondială din 2014 până la 16 ianuarie 2017.
La 1 iulie 2019, s-a alăturat echipei de Bundesliga Bayern München ca antrenor asistent, sub conducerea lui Niko Kovač. Când Kovač a părăsit Bayernul de comun acord pe 3 noiembrie 2019, Flick a fost promovat în funcția de antrenor interimar. În primul său meci, Bayern a învins Olympiacos cu 2-0 în faza grupelor UEFA Champions League (pe 6 noiembrie 2019). După o perioadă satisfăcătoare ca antrenor interimar, Bayern a anunțat pe 22 decembrie 2019 că Flick va rămâne antrenor până la sfârșitul sezonului.
În aprilie 2020, Bayern München i-a acordat lui Flick un nou contract. Flick a condus Bayernul spre câștigarea Bundesligii 2019-20, DFB-Pokal și UEFA Champions League, completând astfel tripleta continentală a clubului pentru a doua oară. Ulterior, el a fost numit „Antrenorul anului în fotbalul german” de către Kicker SportMagazin.
Din august 2021 până în septembrie 2023 a fost antrenorul naționalei Germaniei.
În 2024, a devenit antrenorul echipei FC Barcelona cu care a semnat un contract pentru două sezoane.

## Palmares

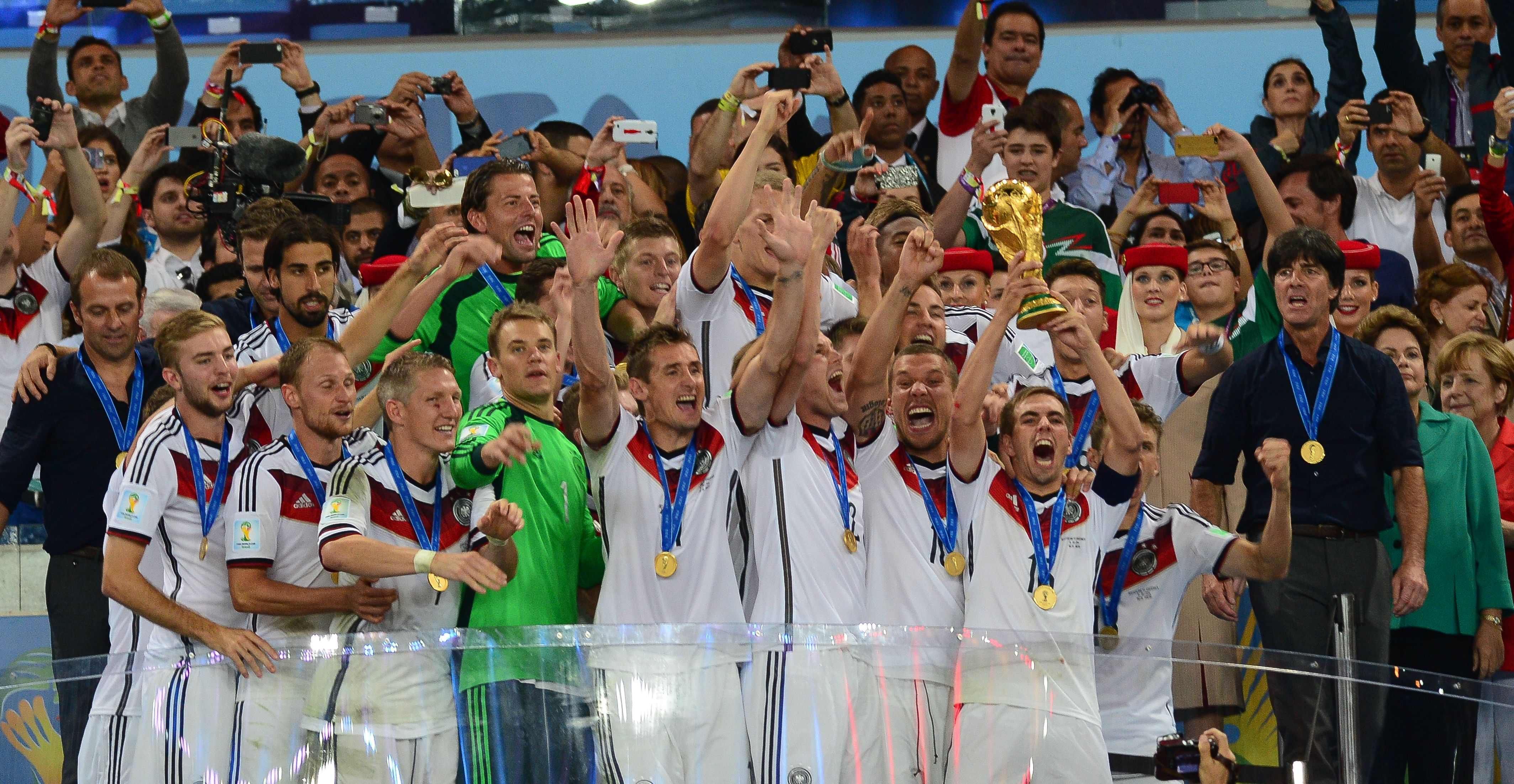
Flick (stânga îndepărtat) sărbătorește câștigarea Campionatul Mondial de Fotbal 2014

### Jucător
Bayern München
- Bundesliga: 1985–86, 1986–87, 1988–89, 1989–90
- DFB-Pokal: 1985–86
- Cupa Campionilor Europeni locul doi: 1986–87

FC Köln
- DFB-Pokal locul doi: 1990–91

### Antrenor
Germania (ca antrenor secund)
- Campionatul Mondial de Fotbal: 2014; locul trei 2010

Bayern München
- Bundesliga: 2019–20
- DFB-Pokal: 2019–20
- Liga Campionilor UEFA: 2019–20[18]

## Viața personală
Flick este căsătorit cu Silke Flick de peste 30 de ani, având doi copii și doi nepoți.